# Rosa Creixells i Valls
Rosa Creixell i Valls (l'Hospitalet de Llobregat, 1840 - Madrid, 1914) fou una puntaire catalana que es va guanyar la fama amb els seus brodats i va ser "Encajera de la Reina".

## Biografia
Nasqué a Can Creixells, una masia ubicada a la Marina. Fou filla del matrimoni entre Llorenç Creixells i Arrufat i Maria Valls i Bartalot; germana de l'empresari Baldiri Creixells i Valls i de l'industrial Francesc Creixells i Valls; i tieta de Joan Creixells i Vallhonrat.
Aprengué a fer puntes des de petita de la mà de seva tieta Rosa Valls al taller de blondes i puntes de coixí de la família materna.
El 1856, amb tan sols 16 anys, es casà amb Josep Huguet i Casamitjana, dibuixant de randes i proveïdor del taller de Rosa Valls. El matrimoni tingué tres filles: Josefa, Pilar i Rosa Huguet Creixells.
El 1858 es traslladaren a Madrid, on hi havia el mercat de blondes i encaixos més important d'Espanya, amb la idea de crear un negoci propi per a vendre les blondes fetes a l'Hospitalet i altres indrets de Catalunya. La qualitat del producte feu que fossin proveïdors de bona part de l'aristocràcia espanyola, així com de la reina regent Maria Cristina de Borbó, i de la seva filla Isabel II d'Espanya, que l'any 1861 la va nomenar "Encajera de la Casa Real". Els seus treballs eren tan valorats que la Duquessa de Montpensier pagà 2.500 pessetes per un vel de barret. Continuà els vincles amb el taller de l'Hospitalet encarregant la feina a conegudes puntaires de l'Hospitalet, com la Mora, la Xica del Gaspa, la Cristina del Moro, la Margarita del Fabot i l'Andalona.
Entre els seus treballs en punta de coixí hi ha un mocador fet a partir d'un dibuix francès estil Lluís XVI i una capa per anar al teatre per a la Duquessa de Medinaceli feta en punta de Chantilly. Feu una punta de Chantilly d'un metre quadrat que representava la família reial espanyola amb els ambaixadors del Marroc i que va exposar.
El negoci fou seguit per les seves tres filles, Josefa (1857-1939), Rosa i especialment Pilar Huguet Creixells (1868-1950); i posteriorment per Eloïsa Ballester Huguet, filla de Josefa i neta de Rosa i per les besnetes (Bellestar-Vilahur).